# Тріша Сміт
Тріша Сміт (англ. Tricia Smith, 14 квітня 1957) — канадська академічна веслувальниця.
Срібна призерка Олімпійських Ігор 1984 року в складі розпашної двійки без стернової, учасниця 1976, 1988 років.
Переможниця Ігор Співдружності 1986 року в складі розпашної четвірки зі стерновою.
Срібна призерка Чемпіонату світу 1981 року в складі розпашної двійки без стернової, бронзова призерка 1977 (вісімки), 1982 (розпашні двійки без стернової), 1983 (розпашні двійки без стернової), 1985 (розпашні четвірки зі стерновою) років.